# As Told by Ginger
As Told by Ginger is een Amerikaanse animatieserie, die in Nederland werd uitgezonden op Nickelodeon. Voorheen werd de serie ook door de NCRV uitgezonden op Nederland 3, onder de naam Volgens Ginger. In beide versies is de serie nagesynchroniseerd.
De serie gaat over de belevenissen van de middelbare scholiere Ginger Houtslag, haar vrienden en familie.

## Verhaal
In de serie zitten enkele losse verhaallijnen die regelmatig terugkeren, maar de meeste afleveringen kunnen ook op zichzelf staan. Dit verandert in het derde en laatste seizoen wanneer de reeks meer een doorlopend verhaal wordt. Vooral in de laatste afleveringen valt dit zeer sterk op.
De afleveringen draaien bijna altijd rond een hoofdplot met Ginger en haar vriendinnen of familie. Daarnaast is er dan een sub-plot met Bram en Hoodsey die vaak als "comic-relief" dient. In veel afleveringen kruisen de beide verhaallijnen elkaar of behandelen ze hetzelfde thema op een andere manier. Het komt echter ook vaak voor dat beide plotseling niks met elkaar te maken hebben.
De meeste thema's die regelmatig worden gebruikt, zijn vrij klassiek en komen ook vaak voor in andere tekenfilmseries of jeugdseries. Niettemin slaagt ATBG er vaak in om vrij ongewone wendingen te geven aan klassieke verhaallijnen. Ook is As Told By Ginger naar Nickelodeon normen vrij donker en verscheidene afleveringen moeten het zonder happy end doen.
Veelvoorkomende thema's zijn:
- Vriendschap en trouw, vaak bij Ginger en Paulien, maar ook bij Sophie - Miranda en Bram - Hoodsey
- Verliefdheid
- Status en populariteit op school
- Levensstijl, vooral de verschillen tussen Ginger en de veel rijkere Sofie
- List en bedrog, vooral vanwege Miranda die probeert Ginger in de problemen te brengen
- Puberteit en opgroeien
- Familierelaties, vooral die van Ginger met haar gescheiden moeder en vader

De serie is uniek in het opzicht dat de personages door de serie heen duidelijk ouder worden en veranderen. In het begin zitten Ginger en haar vrienden in het eerste jaar van de brugklas, in de laatste afleveringen bevinden ze zich in de bovenbouw. Ook hun karakters en onderlinge relaties veranderen door de tijd. Zo zijn vooral Ginger en Erik op het einde van de reeks veel volwassener. De continuïteit is het sterkst in het eerste en het laatste seizoen. In het tweede seizoen is de productievolgorde van een aantal afleveringen door elkaar gehaald.

## Personages

### De oudere kinderen
- Ginger Houtslag: De hoofdpersoon. Ginger begint als een slimme maar verder een vrij onopvallende leerling in de eerste jaren van de middelbare school. Sinds de lagere school zijn Pauline en Merel haar beste vriendinnen, daarnaast is er ook haar buurjongen Erik, met wie ze later een relatie krijgt. Door haar realisme valt ze op bij het meest populaire meisje Sophie op school en worden ze met veel ups en downs vriendinnen. Gingers meest dierbare bezitting is haar dagboek, waarin ze alle gebeurtenissen uitgebreid schrijft.
- Pauline Bisschop: Beste vriendin van Ginger en Merel. Haar belangrijkste doel is populair worden op school, maar net omdat ze het zo graag wil,lukt het haar niet. Ze is wel altijd op de hoogte van de laatste nieuwtjes en roddels, die ze met veel plezier doorvertelt. Ze staat Ginger met (niet altijd even goede) raad en daad bij, maar ze kan ook koppig en jaloers zijn.
- Merel Lichtvoet: De beste vriendin van Ginger en Pauline. Merel is bijna voor alles allergisch, waardoor haar neus constant verstopt is. Ze is snel bang, en voorzichtig. Daardoor komt ze een beetje als een buitenbeentje over. Haar beide ouders zijn psychiater en daarom vaak niet thuis.
- Erik Pietersen: Gingers buurjongen en rots in de branding. De meest nuchtere in het gezelschap en altijd bereid Ginger de jongenskant van de zaak te laten zien. Zijn zwakte is dat hij het hoofd verliest zodra er een meisje in hem is geïnteresseerd. In het eerste seizoen wordt Eriks leven gedomineerd door zijn (opmerkelijk grote) beugel. Maar nadat die is verwijderd, stijgt hij in de populariteitslijstjes. Schiet niet altijd even goed op met zijn oudere broer Wim (Willibrord) maar volgt toch vaak zijn voorbeeld.
- Sophie Kibbeling: Het populairste meisje op school. Ze is steenrijk, maar ook ontzettend naïef en egocentrisch. Daardoor komt ze soms grof over hoewel ze het meestal wel goed bedoelt. Hoewel ze van een andere "status" dan Ginger is, raakt ze toch door haar geïntrigeerd. Ze wil van Ginger alles leren over de "gewone mens". Sophies beste vriendin is Miranda en die heeft geen zin haar positie aan Ginger te verliezen.
- Miranda Katkrabber: Lid van het populaire groepje op school, en de beste vriendin van Sophie. Miranda ziet Ginger als een bedreiging voor haar status. Ze doet er dan ook alles aan om Ginger dwars te zitten en haar weg te houden van Sophie, ook gebruikt ze haar vriendin Mipsy daar vaak voor.
- Melissa Mipsy Mipson: Lid van het populaire groepje en na Sophie en Miranda het populairste meisje. Ze is een goede vriendin van Miranda en samen zitten ze Ginger vaak dwars, omdat ze bang zijn hun 'status' te verliezen als Ginger in hun populaire groepje bijkomt. Waarschijnlijk is Mipsy's familie rijk. Na Miranda is Mipsy de beste vriendin van Sophie zoals te zien was in de aflevering toen Miranda en Sophie ruzie hadden. Mipsy werd toen de nieuwe beste vriendin van Sophie, maar na het hulp van Ginger werd Miranda dan weer bevriend met Sophie. Mipsy was in seizoen 1 veel minder te zien dan Miranda en de andere veel aanwezige grote kinderen, in de volgende seizoenen kwam haar (gemene) karakter naar voren, samen met Miranda.

### De jongere kinderen
- Bram Houtslag: De broer van Ginger. Samen met zijn beste vriend Hoodsey houdt hij zich met alles bezig dat vreemd, vies, afwijkend of op een andere manier raar is. Hierdoor is hij berucht op de basisschool. Er heerst een constante rivaliteit tussen hem en Olivier Kibbeling, waarin een versteende oogbol een grote rol speelt. Ondanks alle kattenkwaad krijgt hij door de jaren wel meer verantwoordelijkheidsgevoel.
- Robert-Joseph 'Hoodsey' Bisschop: De beste vriend van Bram en de broer van Pauline. Is een beetje een meelopertje, maar voor Bram onmisbaar. Hij is vaak verantwoordelijk voor de meest praktische kant van hun plannen. Zijn moeder keurt zijn vriendschap met Bram af, omdat Bram een slechte invloed op hem zal hebben. De bijnaam dankt hij aan zijn eeuwige paarse truien met een kap ('hoody').
- Olivier Kibbeling: Het broertje van Sophie, en zit bij Bram in de klas. Hij wil eigenlijke goede vrienden zijn met Bram, maar deze wijst hem steeds af. Daarom laat hij het niet na om Bram en Hoodsey een stokje voor te steken wanneer hij maar kan.
- Bernard Higsby: Klasgenoot van Bram en Hoodsey. Hij is het ultieme brave engeltje en zijn grootste wens is om bij Bram in de gratie te komen. Hij heeft een aapje dat vroeger van zijn broer was en "Meneer Dropje" heet. Hij houdt zielsveel van de aap maar helaas voor hem is dat niet wederzijds. Hij is vaak het slachtoffer van Brams grappen.
- Noelle Cohen: In de eerst twee seizoenen is ze een klasgenote van Bram en Hoodsey die vaak op de achtergrond te zien is maar nooit spreekt of genoemd wordt. Wanneer Bram haar in een experiment wil laten verdwijnen (ze zochten iemand die nooit opviel) ontdekt hij dat ze heel vreemd en dus interessant is. Hoewel ze van school verandert blijven ze vrienden. Bram krijgt zelfs een korte tijd verkering met haar, hoewel dit niet echt duidelijk is.

### De volwassenen
- Loes Houtslag: De alleenstaande moeder van Ginger en Bram. Probeert een evenwicht te vinden tussen haar huishouden en haar werk als verpleegster. Ze is optimistisch van nature en trots op haar kinderen. Niettemin valt er niet met haar te sollen en als ze de huisregels breken weten Ginger en Bram wat ze kunnen verwachten.
- Jonas Houtslag: De eerste man van Loes en vader van Ginger en Bram. Dierenliefhebber en niet de kwaadste volgens Loes maar je kan er niet op rekenen. Hij woont in een bedenkelijke vrijgezellenflat en noemt zichzelf een man van twaalf stielen en dertien ongelukken. Bij Bram heeft hij het volledig verkorven omdat hij hen verlaten heeft. Ginger daarentegen wil wel dat hij een rol in haar leven speelt, maar ook dat is niet altijd eenvoudig.
- Dokter Dave: Arts en collega van Loes in het ziekenhuis. Hij is een verlegen man en heeft een opdringerige moeder. In het tweede seizoen begint hij een relatie met Loes en in de laatste aflevering trouwen ze. Hij schiet heel goed op met Bram en Ginger.
- Juf Zorski: Gingers lerares Engels en mentor. Stimuleert het schrijftalent van haar favoriete leerlinge wanneer ze maar kan.
- Juf Grobbel: Brams lerares. Ze wordt vaak gek als ze geplaagd wordt op school en neemt daardoor zelfs ontslag. Ze overlijdt uiteindelijk.

## Stemvertolking

### Engelse stemmen
- Ginger - Melissa Disney
- Paulien - Aspen Miller
- Merel - Jackie Harris
- Erik - Kenny Blank
- Sophie - Liz Georges
- Miranda - Cree Summer
- Mipsy - Sandy Fox
- Kasper -
- Fred - Toran Caudell
- Orion - Justin Cowden
- Simone - Erica Luttrell
- Bram - Jeannie Elias
- Hoodsey - Tress MacNeille
- Olivier -
- Bernard -
- Noelle - Emily Kapnek
- Loes - Laraine Newman
- Vader - Tom Virtue
- Dokter Dave - David Jeremiah
- Mevrouw Zorski - Elizabeth Halpern
- Mevrouw Grobbel -
- Mevrouw Kibbeling -
- Winston - John Kassir
- Sacha - J. Evan Bonifant
- Wim - Guy Torry

### Nederlandse stemmen
- Ginger - Niki Romijn
- Paulien - Smadar Monsinos
- Merel - Marjolein Algera
- Erik - ?
- Sophie - Melise de Winter
- Miranda - Carolina Mout
- Mipsy - Elle van Rijn
- Kasper - Pepijn Gunneweg
- Fred - Dennis Kivit
- Orion - Dennis Kivit
- Simone - Carolina Mout
- Bram - Marjolein Algera
- Hoodsey - Tygo Gernandt / Dieter Jansen
- Olivier - Bas Timmers / Elle van Rijn
- Bernard - Melise de Winter
- Noelle - Angelique de Boer
- Loes - Marjolijn Touw
- Vader - Fred Meijer
- Dokter Dave - Just Meijer
- Mevrouw Zorski - Marjolein Algera
- Mevrouw Grobbel - Carolina Mout
- Mevrouw Kibbeling - Hilde de Mildt
- Winston - Frank Houtappels
- Micha / Sacha - Pepijn Gunneweg / Just Meijer
- Wim - Tygo Gernandt / Just Meijer

## Kenmerken
- De serie is voor Nickelodeon gemaakt door het productiehuis Klasky-Csupo. In tegenstelling tot de andere series van KC (Rugrats, The Wild Thornberrys) is As Told By Ginger niet gecreëerd door Klasky and Csupo zelf maar door Emily Kapnek.
- ATBG is een van de weinige animatieseries waarin de personages vaak van kleding wisselen. Alle belangrijke personages hebben een garderobe die door de jaren heen verandert. (bijvoorbeeld als Ginger op uitstap naar New York een trui met een appel op koopt, duikt die in enkele latere afleveringen weer op). De garderobe van de rijke Sophie Kibbeling is met voorsprong de grootste. Enkel Bram, Hoodsey, Brandon en Olivier hebben een vaste outfit en doen zelden andere kledij aan.
- Ook de rest van de animatie is met veel detail afgewerkt. Zo zie je duidelijk de seizoenen veranderen, ook als het weer geen enkele rol speelt. Er wordt ook regelmatig gebruikgemaakt van echte (niet-getekende) foto's voor posters en dergelijke op de achtergrond. In de latere afleveringen wordt het creëren van sfeer steeds belangrijker, zo zien we bijvoorbeeld Pauline een moeilijke brief schrijven in een volledig verlaten voetbalstadion.

## Speciale afleveringen
De serie telt 3 seizoenen met telkens 20 afleveringen van ongeveer 21 minuten. Daarbij inbegrepen zitten drie televisiefilms die telkens drie afleveringen omvatten en één dubbele aflevering.
Het gaat om:
- "Summer Of Caprice" (televisiefilm): Ginger gaat op zomerkamp en wordt verliefd
- "Foutleys On Ice" (televisiefilm): Eric beseft dat hij verliefd is op Ginger als zij op een academie in de bergen gaat.
- "Butterflies Are Free" (dubbele aflevering): de oudere kinderen studeren af op de brugklas
- "The Wedding Frame" (televisiefilm): laatste aflevering van de reeks waarin Loes en Dr. Dave trouwen

"Foutleys on Ice" en "The Wedding Frame" zijn uitgebracht op dvd maar enkel in het Engels. Deze televisiefilms zijn wel op Nickelodeon geweest.

## Prijzen
In de Verenigde Staten is de serie drie keer genomineerd voor een Emmy Award, maar heeft er geen enkele gewonnen. In Nederland werd As Told By Ginger in 2005 tot "Beste animatieserie" gekozen bij de Nederlandse Nickelodeon Kids Choice Awards.